# Bremanger
Bremanger este o comună din provincia Sogn og Fjordane, Norvegia.